# Liceo Giuseppe Seguenza (Messina)
Il Liceo Giuseppe Seguenza è un istituto di istruzione superiore di Messina, intitolato al geologo messinese di fama internazionale Giuseppe Seguenza e fondato nel 1924. È l'istituto ad indirizzo scientifico più antico di Messina e della relativa città metropolitana.

## Storia
Il liceo scientifico Seguenza nasce nel 1924 come primo istituto liceale a indirizzo scientifico di Messina e provincia. Nel corso della sua storia verranno aperti anche gli indirizzi liceali: linguistico, artistico e scientifico scienze applicate; l'indirizzo scientifico verrà invece ripartito in tre curvature: potenziamento matematica e fisica, biomedico e tradizionale.
Nel 2024 ha compiuto 100 anni, che sono stati festeggiati il 2 dicembre del 2024 con un'apertura pomeridiana straordinaria a tutta la città, che ha consentito alle generazioni di ex studenti di rivisitare la scuola.